# عيظومة
العيظومة (الاسم العلمي:Ostreopsis) هي جنس من السوطيات الدوارة تتبع فصيلة كييسات النار من رتبة المغضونيات.

## أنواع العيظومة
- عيظومة بحرية
- عيظومة بليزية
- عيظومة بيضوية
- عيظومة رودسية
- عيظومة سيامية
- عيظومة عدسية
- عيظومة كاريبية
- عيظومة ماسكارينية